# Eucalyptus annuliformis
Eucalyptus annuliformis (лат.) — кустарник или многоствольное дерево, вид рода Эвкалипт (Eucalyptus) семейства Миртовые (Myrtaceae), редкое растение, эндемик небольшого района на юго-западе Западной Австралии. У этого вида эвкалиптов гладкая сероватая кора, эллиптические или копьевидные листья, овальные цветочные бутоны, белые цветки и полушаровидные плоды с широким диском..

## Ботаническое описание

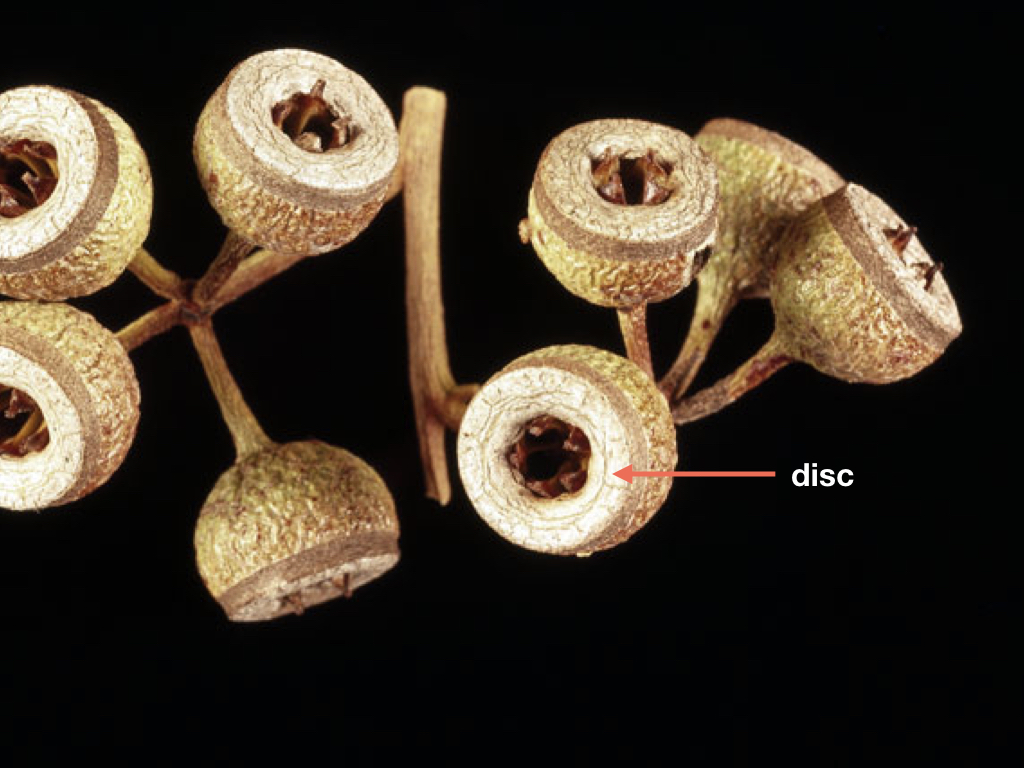
Плоды E. annuliformis с кольцеобразным диском

Eucalyptus annuliformis — кустарник или многоствольное дерево до 3 м в высоту, имеет гладкую кору и тускло-зелёную крону. Листья на молодых растениях расположены очередно, от широкоэллиптических до яйцевидных, тускло-серовато-зелёные, 50-70 мм в длину и 20-35 мм в ширину. Зрелые листья имеют форму от эллиптической до широколанцетной, до 40-65 мм в длину и 10-22 мм в ширину, черешок длиной 10-15 мм. Листья одинаково тускло-зелёные на обеих сторонах. Цветочные бутоны расположены группами по семь в пазухах листьев на цветоносе длиной 10-15 мм, отдельные бутоны на цветоножке длиной 4-6 мм. Зрелые почки имеют овальную форму, 11-17 мм в длину и 5-8 мм в ширину. Калиптра конусовидная или слегка клювовидная. Цветёт с мая по сентябрь, цветки белые. Плод — полусферическая коробочка длиной 9-12 мм и шириной 10-14 мм на плодоножке длиной 5-8 мм.

## Таксономия
Вид Eucalyptus annuliformis был впервые официально описан в 1992 году Питером Грейлингом и Иэном Брукером, которые опубликовали описание в журнале Nuytsia из образца, собранного недалеко от Дандарагана. Видовой эпитет — от латинских слов annulus, означающего «кольцо», и formis, означающего «форма», относящегося к диску плода. Однако на латыни слово «форма» — это forma, а -formis означает «сформированный».

## Распространение и местообитание
Эндемик Западной Австралии. Вид известен только по популяции на холме Беджрабби возле Дандарагана, где растёт в лесистой местности, покрытой густым низким кустарником.

## Охранный статус
E. annuliformis классифицирован Департаментом парков и дикой природы штата Западная Австралия как «Приоритет один», что означает, что он известен только из одного или нескольких мест, потенциально подверженных риску. Международный союз охраны природы классифицирует природоохранный статус вида как «вид, для оценки угрозы которому недостаточно данных».